# جيسي ك. هاينز
جيسي ك. هاينز (بالإنجليزية: Jesse K. Hines)‏ هو سياسي أمريكي، ولد في 1829، وتوفي في 20 سبتمبر 1889.